# Cordillera Wassuk
La cordillera Wassuk está ubicada en el centro-oeste de Nevada en los Estados Unidos. Se encuentra al oeste del lago Walker en el condado de Mineral.
Las montañas alcanzan una altura de 11.239 pies (3.425 m) en el monte Grant, aproximadamente ocho millas al noroeste de Hawthorne. Las montañas se encuentran en dirección norte-sur al oeste de la autopista 95 y cubren un área de 1.170 km² (451 millas cuadradas).
Forman un lado del Mason Valley.